# Ягудін Олексій Костянтинович
Ягу́дін Олексі́й Костянти́нович (нар.18 березня 1980, Ленінград) — російський фігурист, заслужений майстер спорту Росії. Олімпійський чемпіон 2002, чотириразовий чемпіон світу (1998, 1999, 2000 і 2002 роки), триразовий чемпіон Європи (1998, 1999, 2002 роки), дворазовий переможець фіналів Гран-прі з фігурного катання, чемпіон світу серед юніорів (1996), чотириразовий срібний призер чемпіонату Росії (1998, 1999, 2000, 2001), крім того, дворазовий чемпіон світу серед професіоналів.
Закінчив Національний державний університет фізичної культури, спорту та здоров'я імені П. Ф. Лесгафта.

## Найкращі виступи
- Олімпійські ігри 2002. Коротка програма: «Зима»
- Олімпійські ігри 2002. Довільна програма: «Людина в залізній масці»